# Impremta Le Comte
La impremta Le Comte fou un establiment d'impressió i llibreria que funcionà a Perpinyà entre els anys 1744 i 1786.

## Història
Al segle xviii, el sector de la impremta era, a França, un sector regulat per llicències reials que es concedien per quotes geogràfiques. Guillaume-Simon Lecomte (Verdun, 1697 - ?), s'assabentà que una disposició del 7 de maig del 1742 fixava que Perpinyà podia tenir una segona impremta, que seria concurrent amb la Reynier que ja hi operava; i el 26 de novembre del mateix any presentà una sol·licitud per la concessió, reclamant-ne l'atorgament pels seus mèrits: 
| «                                   | 1º qu'il a fait quatre années d'apprentissage; 2º qu'il a travaillé avec applaudissement dans des imprimeries à Paris, Lyon, Toulouse, Rouen et ailleurs; 3º qu'il est congru en langue latine et grecque... | » |
| — Comet L'imprimerie à Perpignan... | |   |

Abans que la Cort reial hagués respost, ja es registraven uns "Lecomte i Le Roux  associés marchands-librairies" a Perpinyà, que el 1743 apareixien en un catàleg de llibreter (aquest gremi si, sense regulació), però sense cap obra impresa a la capital del Rosselló. El 4 de març del mateix any el Consell Reial autoritzà Lecomte a exercir d'impressor-llibreter a Perpinyà, i en diverses de les seves impressions futures Guillem Lecomte feu constar "imprimeur du Roy", remarcant la llicència obtinguda, però en una impressió del 1751 també destacà "& du Collège royal", fent referència al Col·legi superior que els jesuïtes tenien a la capital del Rosselló. L'establiment compatibilitzà les tasques d'impressió amb el comerç de llibres, encara que la majoria d'aquests no haguessin eixit de les premses pròpies; alguna d'aquestes obres ho indica en el mateix text, com en el cas d'un llibre del caputxí Melitó de Perpinyà que al peu d'impremta indicava que s'havia imprès a Colònia però que es venia "Perpiniani, apud Guillelmum Simonem Le Comte typ".
Vint-i-cinc anys més tard de l'atorgament de la concessió, el maig del 1768 Lecomte feu constar a efectes legals que, per manca de fills, volia transmetre la seva llicència a un nebot, Claude Lecomte, que continuaria el negoci. La transició fou relativament ràpida, perquè el 1769 encara aparegué un imprès a nom de l'oncle, i el 1770 ja se'n publicà un amb nom del nebot. La relació d'impressors perpinyanencs del 7 de març del 1772, congruentment, només feia menció de Claude Lecomte. Un llibreter de la ciutat, Jean Goully, endebades sol·licità el 1776 la llicència de Claude, a qui el negoci no semblava rendir prou (l'acusava, en fals, d'haver fet fallida). El 1780 i 1781 hom reclamà novament la transmissió de la patent de Lecomte, que s'havia traslladat a Espanya, però es denegà el canvi perquè l'absència era temporal. Lecomte encara aparegué en peus d'impremta dels anys 1785 i 1786. Hom ha suggerit que l'impressor Jean Goully adquirí el 1786 la llicència i la llibreria Le Comte; la font de referència invocada per a justificar-ho (Comet L'imprimerie à Perpignan... (1908) no ho esmenta enlloc, de manera que podria ser un lapsus de l'estudiós.
Al llarg de la seva història, el cognom "Lecomte" dels propietaris aparegué transcrit tant junt com separat ("Le Comte"); i el peu d'impremta -població, nom de l'editorial- es traduí segons l'edició fos en francès o en llatí; l'oncle Guillaume aparegué com a "Guillem" ("en casa de Guillem-Simon Lecomte") al peu d'impremta de les edicions que feu en català. L'adreça de l'establiment va ser la Llotja, pel cap baix en el període 1749-1773.
L'Arxiu Departamental dels Pirineus Orientals conserva els registres de clients de l'empresa Lecomte dels anys 1744 a 1775, el principal interès dels quals rau en el fet que aparellen el nom i la professió dels clients amb els títols de les obres que havien adquirit o que s'havien emportat en préstec. La relació dels clients, un cop creuada amb llistes de maçons, també permet constatar que la llibreria era un punt de trobada de francmaçons nord-catalans: el comandant en cap del Rosselló, mariscal de Mailly, els professors de la universitat de Perpinyà Joseph Costa, Josep Jaume, Antoni de Banyuls de Montferrer, Jean-Pierre Campagne i Bertrand Carcassonne, el cirurgià Josep Massot…
Al segle xix es publicà un imprès polític (Savalls, Francisco. Manifiesto del general carlista Francisco Saballs á todos los españoles, (1873).), amb un colofó que el feia estampat per un Lecomte a Perpinyà. D'aquest impressor no se n'ha trobat cap altra evidència, i podria tractar-se d'un peu d'impremta fals per a encobrir una edició feta clandestinament a Espanya.

### Tipologia de les impressions

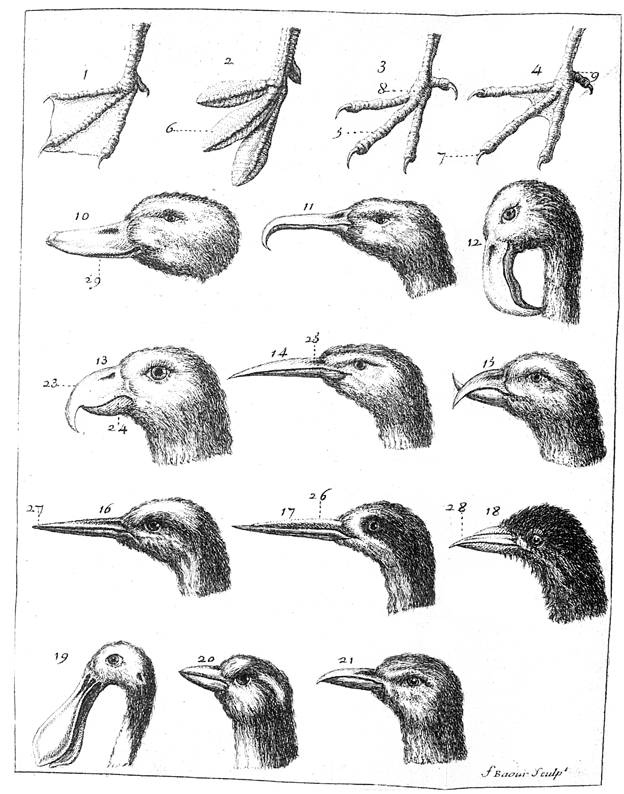
Làmina de l'Ornithologiæ specimen novum de Pere Barrera (1745)

Les seixanta-sis impressions localitzades de la impremta  es distribueixen en 36 publicades per Guillaume-Simon en vint-i-cinc anys i 30 per Claude en disset, i es poden classificar atenent a diversos criteris:
Impressions per idioma
Més de la meitat de les impressions presentades, trenta-cinc, foren en francès, deu en llatí, una en italià i les vint restants, en català. Aquest darrer cas és paradigmàtic: al segle xviii, el procés de francesització començat a endegar després del tractat dels Pirineus, del 1659, ja estava molt avançat i el català escrit només era tolerat en el marc de l'església, exclusivament per a mostres de devoció popular (goigs, novenaris...). La impremta Le Comte en publicà, proporcionalment al total d'impressions, una quantitat rellevant d'aquestes darreres, i això n'elevà el percentatge per sobre del que fou més habitual en altres impremtes rosselloneses. Comparant amb la més tardana impremta Tastu (1792-1876), aquesta publicà en català menys títols, una dotzena, sobre un total considerablement superior (unes 480 publicacions localitzades).
Impressions per temàtica
Les publicacions (conservades) més habituals de la impremta foren les obres de devoció popular (19), les de tipologia legal -publicació de disposicions oficials o defensa de plets- (18) i les de caràcter científic (6 tesis universitàries i 8 obres erudites més). A destacar, la presència molt minoritària d'obres de creació literària o musical, 5 obres únicament.

## Impressions
Goigs
En tractar-se d'un producte altament perible, la quantitat de goigs diferents estampats -i possiblement reimpresos diverses vegades- a la impremta de Le Comte que han arribat al coneixement present permet assumir una producció original forçosament molt superior. Hom troba mencions bibliogràfiques i/o exemplars conservats de:  Goigs del gloriós sant Galderich, llaurador, confessor y patró del Rosselló, Conflent y Vallespir, las sagradas reliquias del qual estan ab gran veneració en lo illustre y devot monestir de Sant Martí del Canigó, Ordre de Sant Benet, (sense data, imprès per G.S. Lecomte).;Goigs de la publica apparicio del Angel en la fidelissima Vila de Perpinya, (1748); Goigs de Nostra Senyora de Misericordia de la fidelissima vila de Perpinya (1749); Goigs de N.S. de la Salud, iglesia dels Caputxins de Prades, (1750);  Goigs del gloriós sant Calderich [sic], (1771).;  Goigs en alabança de Nostra Senyora de Consolacio, (1772). Arxivat 2016-03-07 a Wayback Machine.; Goigs en alabança de Nostra Senyora de la Rodona, titular de la iglesia antiga y parroquial de la vila de Illa (1775) [Conservat a l'Arxiu Departamental dels Pirineus Orientals]; Goigs en alabança de la Verge Maria de Vida. La capella de laqual es en lo devot Monestir de Sant-Pere de la Roca de Conflent., (1785); Goigs de Nostra-Senyora dels Angels de la Porciuncula los quals se cantan en la iglesia dels RR. PP. Caputxins de la vila de Toy als 2 de agost, (1786)

### Publicacions de G.S. Le Comte (1744-1769)
- Laval, Thomas; Massota, Andreas. Theses Theologicae de Deo Uno, et encarnatione Verbi Divini.[nt 7]

1744
- Marcé, François (ponent); Carrère, Thomas (president). Dissertatio medica de hominis generatione quam ... tueri conabitur in Perpinianensi Apollinis Fano Franciscus Marce ..., diebus mensis februarii anni 1744 horâ secundâ pomeridianâ praeside ... Thoma Carrera [tesi doctoral].
- Pièces justificatives de la noblesse et des prérogatives des avocats de Perpignan et de leurs enfans. Arxivat 2016-03-06 a Wayback Machine.

1745

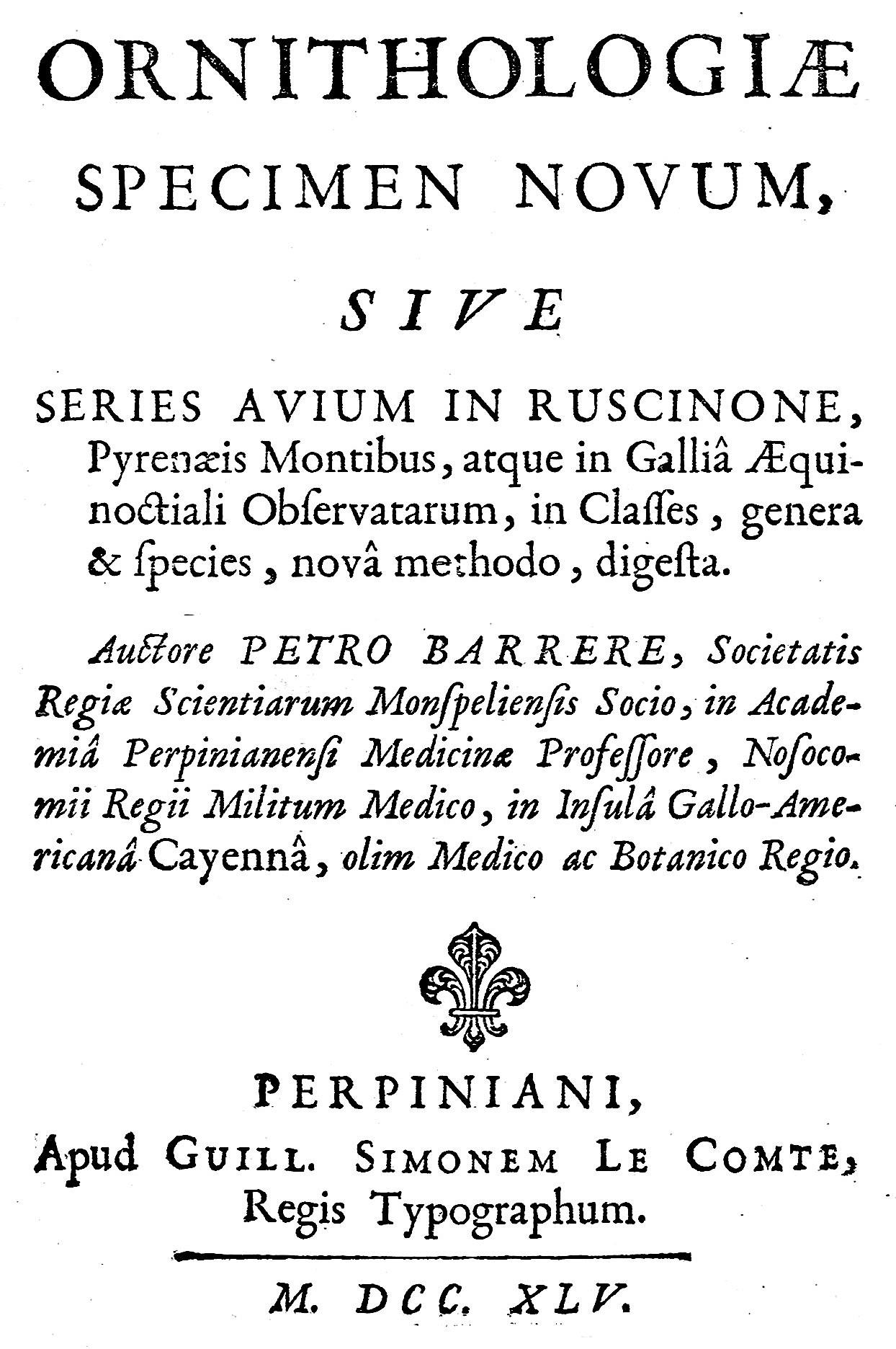
Ornithologiæ specimen novum, de Pere Barrera i Volar (1745)

- Barrere, Petro. Ornithologiæ specimen novum, sive Series avium in Ruscinone, Pyrenæis Montibus atque in GalliâÆquinoctiali Observatarum, in Classes, genera & species, novâ mothodo digesta. ( Exemplar digitalitzat. Arxivat 2016-03-06 a Wayback Machine.)

1746
- Mémoire pour l'illustre chapitre et curé de l'église... de Notre Dame... de Perpignan... contre les sieurs curés-vicaires... de l'Eglise paroissiale de Saint-Jean de la même ville....

1747
- Juan Francesc de Prada (trad.). Manual de Exercicis y Cantichs espirituals, per les missions que fan los PP. Caputxins en lo Comptat de Rossellò. Segona Edició, revista; corregida i augmentada. («Exemplar digitalitzat».)

1748
- Vida y novena de las Gloriosas Santas Verges y Martirs Justa y Rufina patronas singulars y tutelars de la Ciutat de Sevilla, y de la vila y vall de Prats-de-Mollo, any 1731, revista en lo any 1747.[8]

1751
- Barrere, Pierre. Diverses observations anatomiques, tirées des ouvertures d'un grand nombre de cadavres propres a découvrir les causes des maladies & leurs remédes.
- Boussic. Mémoire pour le trés-illustre chapitre d'Elne, intimé, contre les reverends vicaires curés de l'eglise & paroisse de St. Jean-Baptiste de cette ville de Perpignan, appellans tant par appel simple, que par appel comme d'abus, et contre l'illustrissme & reverendissme siegneur l'evêque d'Elne, condécimateur de ladite paroisse, assigné sur l'appel à la requête dudit chapitre, & deffendeur en recours.
- Relation des fêtes qui ont été données à Perpignan, à l'occasion de la naissance de monseigneur le duc de Bourgogne, le dimanche 17. octobre 1751. & les jours suivans, sous le consulat de messieurs Besombes. Pons. Jaume. & Crozat.  Perpinyà: imprimerie de Guillaume Simon Le Comte, imprimeur du Roy, & du Collège royal, 1751.

1753
- Crusat, Rafael (traductor). Novena del glorios patriarca sant Josep molt eficaç per alcançar del senyor, amb sa intercesio, favor y remeys en nostras necessitats, traduhida de castella en vulgar idioma catala.[11]
- Don Joseph de Lanuça, comte de Plaisance, Grand d'Espagne, deffendeur, Madame la Marquise du Bourg, deffenderesse en recours, et don Jean, don Joseph, don Jérosme et dona Marie d'Albret, épouse de Jean Sala, domiciliés en Espagne, défendeurs et defaillant.[9]
- Modo de rezar lo rosari de nostre senyora del Roser à cors, ó en particular. Imprimatur de 1720[12]

1754
- Carrère, Thomas. Essai sur les eaux minérales de Nossa en Conflans, sur leur nature, sur leurs vertus, sur les maladies auxquelles elles peuvent convenir, et sur la manière de s'en servir.
- Roy, Pierre-Charles (lletra); Destouches, André Cardinal (música); Delalande, Michel Richard (música); Campra, André (música). Les Elements, opera ballet, suivi de l'acte turc de l'Europe [Premiere representation par des personnes de distinction de la ville et de la garnison, le dimanche 10 Fevrier 1754].[Enllaç no actiu]

1758

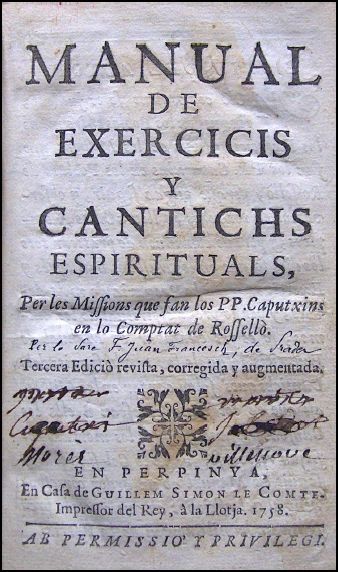
Joan Francesc de Prada Manual de exercicis (1758)

- Création d'une première chanoinie d'honneur héréditaire pour Monseigneur le comte de Mailly, marquis d'Haucourt, ses hoirs et successeurs chefs de sa maison, dans l'église cathédrale de Perpignan, à perpétuité. Arxivat 2016-03-12 a Wayback Machine.
- Juan Francesc de Prada (trad.). Manual de exercicis y cantichs espirituals per les Missions que fan los PP. Caputxins en lo Comptat de Rossellò, traduits de llengua francesa en la nostra rossellonesa. Tercera edició, revista, corregida i augmentada. ( Exemplar digitalitzat.)

1759
- Avéros, Augustin. Essai sur l'usage de la Danse en Médecine.[13]

1760
- Lettres patentes sur arrest concernant les droits de leude tant de terre que de mer qui se lèvent en Roussillon. Du 29 juillet 1749. Extrait du registre du Conseil souverain de Roussillon. Arxivat 2016-03-06 a Wayback Machine.
- Sobrequés, Josephus. Dissertatio phisiologica de sanguine quam Deo duce & auspice Dei-parâ in augustissimo Monspeliensi Apollonis Fano & pro primâ consequendâ Aplinari Laureâ tueri conabitur Josephus Sobrequés, artium liberalium magister & jamdudùm medicinae alumnus, die mensis Aprilis Anni 1760 ab horâ octavâ ad meridiem.

1761
- Cardevac de Gouy d'Avrincourt, Alex. Mandement ... pour la reduction des fetes, arrete dans le synode de son diocese le 16 avril 1760.

1762
- Carcassonne, B. Traité des maladies vénériennes, avec moyen sûr & facile pour les guérir.

1763
- Arrêts du Conseil souverain de Roussillon, des 8 & 11 janvier 1763. Qui condamnent les imprimés intitulés, "Mémoires presentés au roi, par deux magistrats du Parlement d'Aix, contre les arrêts & arrêtés de leur compagnie", à être laccrés, &c.. ( Exemplar digitalitzat.) Conté:
  -  Extrait des registres du conseil souverain de Roussillon du 8 Janvier 1763. (p. 3-18)
  -  Arrêt du Conseil Souverain de Roussillon, Qui ordonne que l'Imprimé intitulé: "Mémoires présentés au Roi par deux Magistrats du Parlement d'Aix, contre des Arrêts & Arrêtés de leur Compagnie", serà laceré & brulé &c. Du 11 Janvier 1763. (p. 19-23)
  -  Arrest du Conseil Souverain de Roussillon. Qui ordonne que les Mémoires traduits en langue espagnole, seront & demeureront déposés au Greffe de la Cour, pour y être soigneusement gardés, jusqu'à ce qu'l en sera autrement ordonné, &c. Du 11 Janvier 1763. (p. 24-27)
  -  Extrait des registres du Conseil Souverain du Roussillon. Du 11 Janvier mil sept cent soixante-trois. (p. 28)[nt 8]

1764
- Arrest du Conseil d'Etat, portant règlement pour le Bureau diocésain du Roussillon.... Arxivat 2016-03-06 a Wayback Machine.
- Soulère, Bernardus. Dissertatio physiologica de sanguinis motu et circulatione quam tueri conabitur Bernardus Soulère. Praeside Josepho Carrère.

1765
- Bigaros, F.P. Veritas vindicata a F. P. Bigaros, Ordinis FF. Praedicatorum adversus Augustinum Vidalier, praesbiterum, canonicum, Vicarium Generalem Elnensem .. ad doctrinaliter judicandum.
- Becheau, Ioannes-Alexander. Dissertatio physiologica de alimentorum digestionis mechanismo ... : quam Deo duce & auspice Dei-parã, die 10a mensis Septembris anni 1765 ... tueri conabitur Ioannes-Alexander Becheau ... praeside eodem D.D. Josepho-Francisco Carrère.

1766
- Salomó, Simó. Manual de cantichs que se cantan en les missions que fan preberes seculars en lo bisbat de Elna. Arxivat 2016-03-06 a Wayback Machine.

1769
- [Procès judiciaire contre le Couvent de Perpignan à cause de la pension pretendue et non payée à quatre novices].

### Publicacions de C. Le Comte (1770-1786)
- Balanda Sicart, Joseph. Tragedia dels martyris dels sants Sixto, Llaurents, Hipolit, y Roma. [nt 9]

1770
- Fossa, François. Observations historiques et critiques sur le droit public de la Principauté de Catalogne & du Comté de Roussillon : ou l'on fixe les véritables principes & les prérogatives de la noblesse, pour servir à l'entiére refutation des ecrits de M. l'Abbé Xaupi sur la prétendue chevalerie des bourgeois honorés de Perpignan & de Barcelone. ( Exemplar digitalitzat. Arxivat 2016-03-06 a Wayback Machine.)
- Carrere, J.B.F. Dissertatio medica de revulsione.

1771
- Costa, Louis Michel. Disquisitiones anatomicae - Recherches anatomique.
- Carrere, J.B.F. Réponse à un ouvrage qui a pour titre: Recherches anatomiques par Louis-Michel Coste, dans lequel l'auteur établit avec évidence la compression que les artères iliaques reçoivent de l'intestin rectum trop distendu.
- Bon, [Louis Guillaume]. Procès-verbal dressé le vingt-deuxième juillet 1771 & jours suivans à la réquisition de l'Ordre de la Noblesse de Roussillon par M. de Bon, Conseiller du Roi en ses conseils, Premier Président au Conseil Souverain de Roussillon, Intendant de la méme Province & du comté de Foix, Commissaire du Conseil en cette partie, député par Arrêt du Conseil du 18 Novembre 1769 pour l'Instruction de l'Instance pendante par devant le Roi et son Conseil, entre ledit Ordre, celui des Avocats de Perpignan & le Corps des Bourgeois honorables et immatriculés de la même Ville. ( Exemplar digitalitzat.)
- Bon. Verbal dressé le 27 juillet 1771 et jours suivans, par M. de Bon, Conseiller du Roi en ses Conseils, Premier Président au Conseil Souverain de Roussillon, Intendant de la méme Province & du comté de Foix, Commissaire du Conseil en cette partie, en exécution de son Ordonnance du 10 dudit Mois de Juin, rendue sur Requête de l'Ordre des Avocats de Perpignan, & à la réquisition des Commissaires de la Noblesse de Roussillon. Arxivat 2016-03-06 a Wayback Machine. ( Exemplar digitalitzat. Arxivat 2016-03-06 a Wayback Machine.)

1772
- Puyte, Franciscus Gaudericus. Dissertatio medica de retrogrado sanguinis motu, quam in Ludovicei Perpinianensis fano die mensis anno 1772, hora post meridiem pro baccalaureatus gradu consequendo tueri conabitur Franciscus Gaudericus Puyte, e loco Sancti Laurentiidiocesis Perpinianensis, apud Ruscinonenses, Artium liberarium Magister et jam dudum medicinæ alumnus. Præside R. R. D. D. Josepho-Francisco Carrere.
- Almanach du Roussillo.[9]

1773
- Crusat, Rafael (traductor). Novena del glorios patriarca sant Josep molt eficaç per alcançar del Senyor, amb sa intercessió, favor y remey en nostras necessitats, traduhida de castella en vulgar idioma catala.[11]
- Gittareau (lletra); Maris (música). Cantate sur la naissance du Messie. ("par m. Gittareau, me. ez-arts & de pension, mise en musique par m. Maris, maître de musique de l'eglise primatiale de Narbonne, & chantée dans ladite église l'an 1773")

1774
- Expériences sur l'irritabilité et la sensibilité du corps humain.[9]
- Gittareau. Ode sur la mort de Louis XV, roi de France et de Navarre. [Atribució d'editor feta per la universitat Harvard, potser per similitud física amb una altra obra del mateix autor; la data és l'any de la mort del rei]
- Maris (música). Noel sur la naissance de notre seigneur J.C. Possiblement amb lletra de Gittareau, per la procedència

1775
- Laforest, François. Eloge de Louis XVI roi de France et de Navarre. Prononcé dans l'Eglise Cathédrale de Saint-Jean, le 25 juin 1775 jour auquel la Ville célébroit la solemnité du Sacre du Roi. Par M. Laforest, prêtre, docteur en théologie & professeur de Philosophie dans l'Université de cette ville. Arxivat 2016-03-06 a Wayback Machine.

1776
- Réponse de Me. Jean Rossell ... au mémoire du Chapitre d'Elne, (1776 o post)..

1777
- Fossa, François. Réponse pour le marquis d'Oms, seigneur de Sorède et autres lieux, au mémoire du sieur Bertaux, régisseur des Domaines de San Majesté.[9]
- Bertrand, A. Réponse pour le Receveur général des Domaines de Roussillon, appellant au mémoire du Prince de Montbarrey, intimé. Arxivat 2016-03-06 a Wayback Machine.
- Eloge du marquis de Cabriñana, de Cordova, actuellement à Perpignan ....

1778
- Crusat, Rafael. Novena del glorios patriarca sant Josep, molt eficàs per alcançar del Senyor, amb sa intercesiò, favor y rem y en nostres necessitata, traduhida de castella en vulgar idioma català. Novament corregida y aumentada de unà Devotio en memoria y veneració de las set majors Alegrias y tristezas del mateix Sant, de son offici menoret, y de tres lletanias per venerar la sagrada familia de Jesus, Maria, Josep. Arxivat 2016-03-06 a Wayback Machine.

1780
- Vida y novena de las gloriosas santas Verges y martirs Justa y Rufina patronas singulars y tutelars de la Ciutat de Sevilla, y de la vila y vall de Prats de Mollo. Any 1731. Revista, corregida, millorada y aumentada... en lo any 1747. [Conservat a l'Arxiu Departamental dels Pirineus Orientals[11]]
- Pozzi, Cesareo; Javierre y Cavero, José Francisco. Apologia del P.D. Cesareo Pozzi abbate della congregazione Benedettina di Monte Oliveto d'Italia scritta in diffesa del suo libro, intitulato Saggio di educazione claustrale, contro la Impugnazione del Signor Giambattista Mugnos, intotolata Juicio. Entre altres documents, inclou Juicio imparcial por D. Joseph Francisco Xavierre y Cavero, Doctor Teólogo de la Universidad Sertoriana, sobre el libro intitulado: Juicio de D. Juan Bautista Muñoz, Cosmógrafo mayor de las Indias, echo contra el libro del P. Abad Pozzi cuyo título es: Ensayo de la educacion claustral por los que entran en los noviciados religiosos

1781
- Elogis de las gloriosas santas verges y martyrs Justa y Rufina. Las insignes y preciosas reliquias de las quals son veneradas en l'iglesia parroquial de Sant Sulpici de la vila de Bula Terranera. [Conservat a l'Arxiu Departamental dels Pirineus Orientals[11]]
- Vergès, fils. Mémoire pour messire don Pierre-Paul Abarca... comte d'Aranda,... contre le sieur Joseph Cornet,... et quelques autres tenanciers du territoire de Rodès....

1785
- Marce, abbé (prêtre, curé de la Paroisse de Corneillà de là Rivière). Essai sur la maniere de recueillir les denrées de la Province de Roussillon, A moindre frais, de les améliorer, ainsi que les terres; et sur les autres avantages qu'elle pourroit retirer. ( Exemplar digitalitzat.)